# Laval-du-Tarn
Laval-du-Tarn – miejscowość i gmina we Francji, w regionie Oksytania, w departamencie Lozère. W 2013 roku jej populacja wynosiła 106 mieszkańców. Przez gminę przepływa rzeka Tarn (rzeka). 